# Сердце города (Калининград)

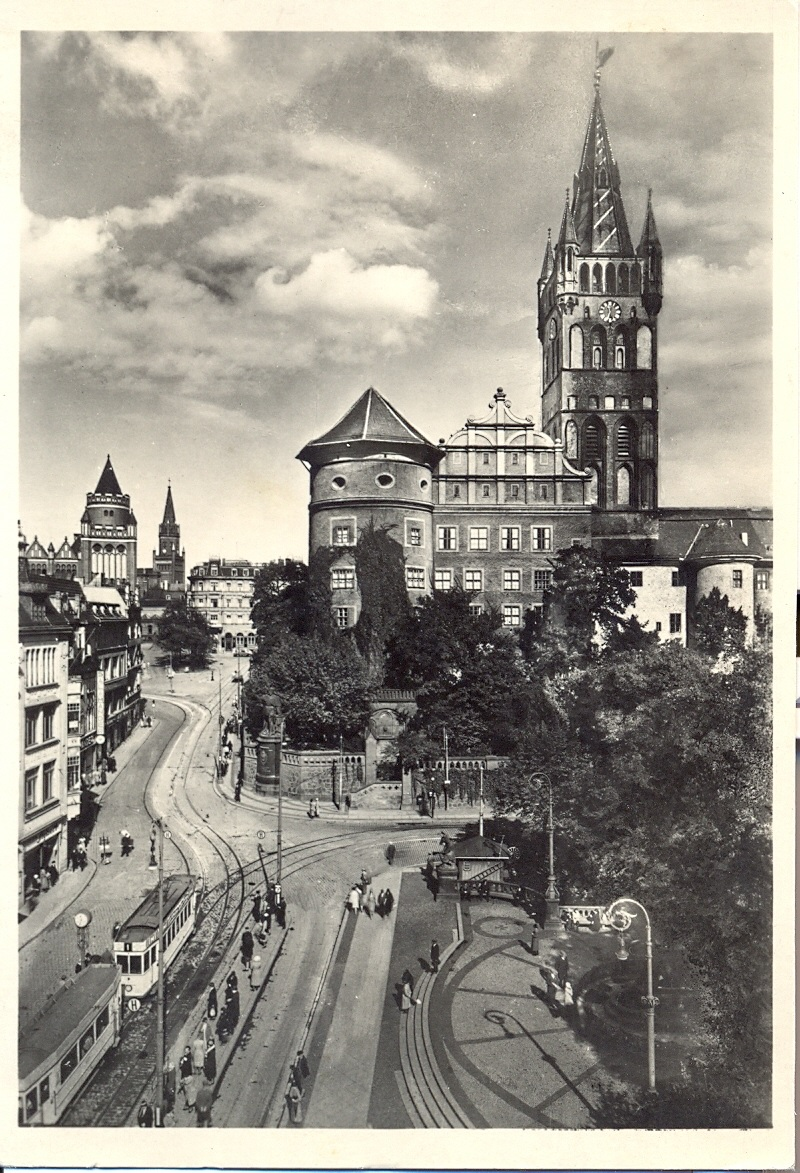
Замковая церковь (Штюлер), Главпочтамт, Центральный телеграф (Хайтман), Альтштадтская кирха (Шинкель).

«Се́рдце го́рода» — наименование долгосрочного градостроительного проекта Калининградской области Российской Федерации, целью которого является регенерация исторического центра Калининграда — территории в непосредственной близости от бывшего замка Кёнигсберг (Королевского замка) и Дома Советов. 
26 апреля 2013 года Правительством Калининградской области для реализации данного проекта было учреждено некоммерческое партнёрство «Градостроительное бюро „Сердце города“» (нем. Urbanes Büro «Herz der Stadt», англ. Urban Planning Bureau «Heart of the City»). Однако, с 1 октября 2016 года решением учредителей данное бюро было ликвидировано.

## Предыстория

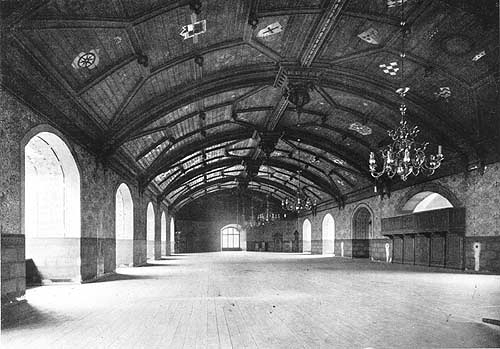
Внутренний вид «Зала Московитов».

Проект является совместной инициативой членов Совета по культуре при губернаторе Калининградской области Николае Цуканове и реализуется с 2013 года под руководством известного калининградского культуролога, писателя и архитектурного критика Александра Попадина в тесном сотрудничестве с Правительством Калининградской области, администрацией города и Калининградским отделением Союза архитекторов России. Ввиду исторически сложившейся градостроительной ситуации — сильных разрушений в результате британских бомбардировок Кёнигсберга в ходе Второй мировой войны и незавершённых проектов советских времен — до настоящего времени центр города (так называемое «Сердце города») остаётся практически пустым и неосвоенным в плане городской инфраструктуры и застройки. После нескольких лет дискуссий и консультаций с привлечением российских и зарубежных специалистов, в преддверии чемпионата мира по футболу 2018 года и юбилея философа Иммануила Канта в 2024 году, власти города и области совместно с представителями общественности приняли решение запустить долгосрочную программу по систематической регенерации исторической части города, известного своей семивековой историей как город Кёнигсберг. Для целей реализации проекта, получившего название «Сердце города», была разработана «дорожная карта», охватывающая территорию Королевской горы и прилегающую к ней набережную реки Преголя и Нижнее озеро.

## Историко-культурное исследование

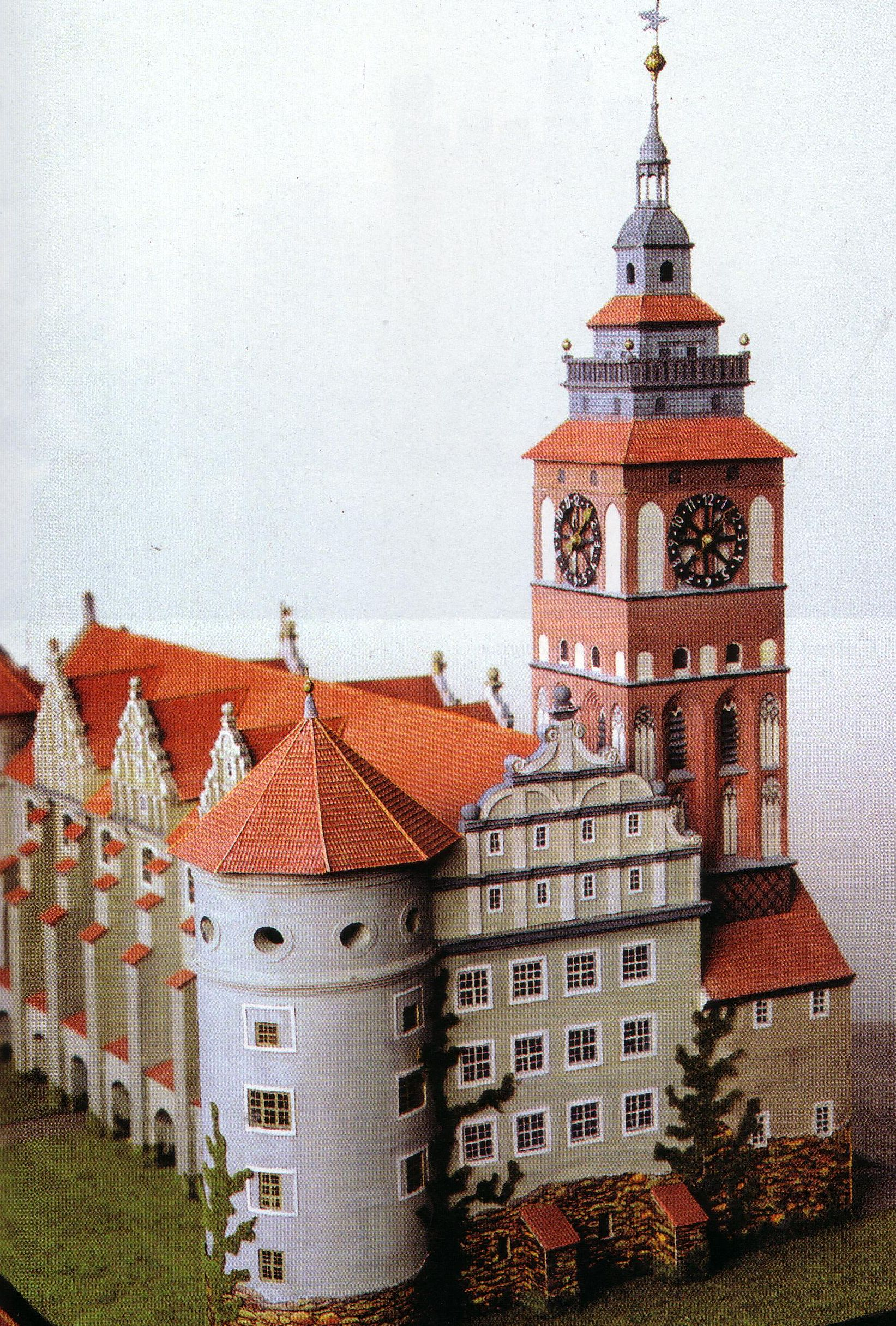
Замковая церковь с двумя круглыми башнями, 1597 Кёнигсберг, в стиле Ренессанс.

В июне 2013 года состоялась первая публичная презентация историко-культурного исследования территорий проекта, результаты которой впоследствии многократно обсуждались с представителями общественности и средств массовой информации на заседаниях Совета по культуре при губернаторе Калининградской области, семинарах и совещаниях с архитекторами, урбанистами, представителями городских сообществ и общественности. На основе исторических документов были выявлены границы двенадцати территорий (совпадающие с районами бывшего Кёнигсберга), выполнен анализ их историко-культурных ценностей и выработаны рекомендации по их дальнейшему использованию. Материалы исследования легли в основу технического задания конкурса на разработку концепции градостроительного развития территорий проекта «Сердце города», подготовка которого велась совместно с экспертами из России и из-за рубежа.

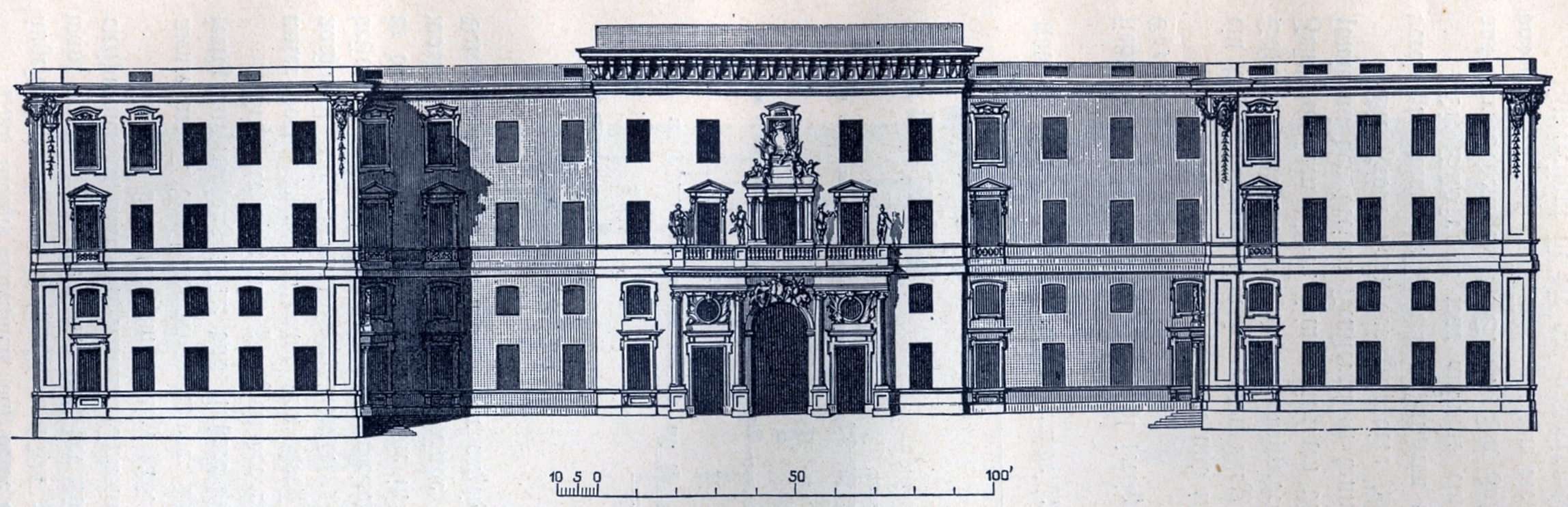
Восточное крыло и вход в замок в 1900 году. планы строительства на ноябрь 1900 года по  работам были выполнены всего лишь на 50%.
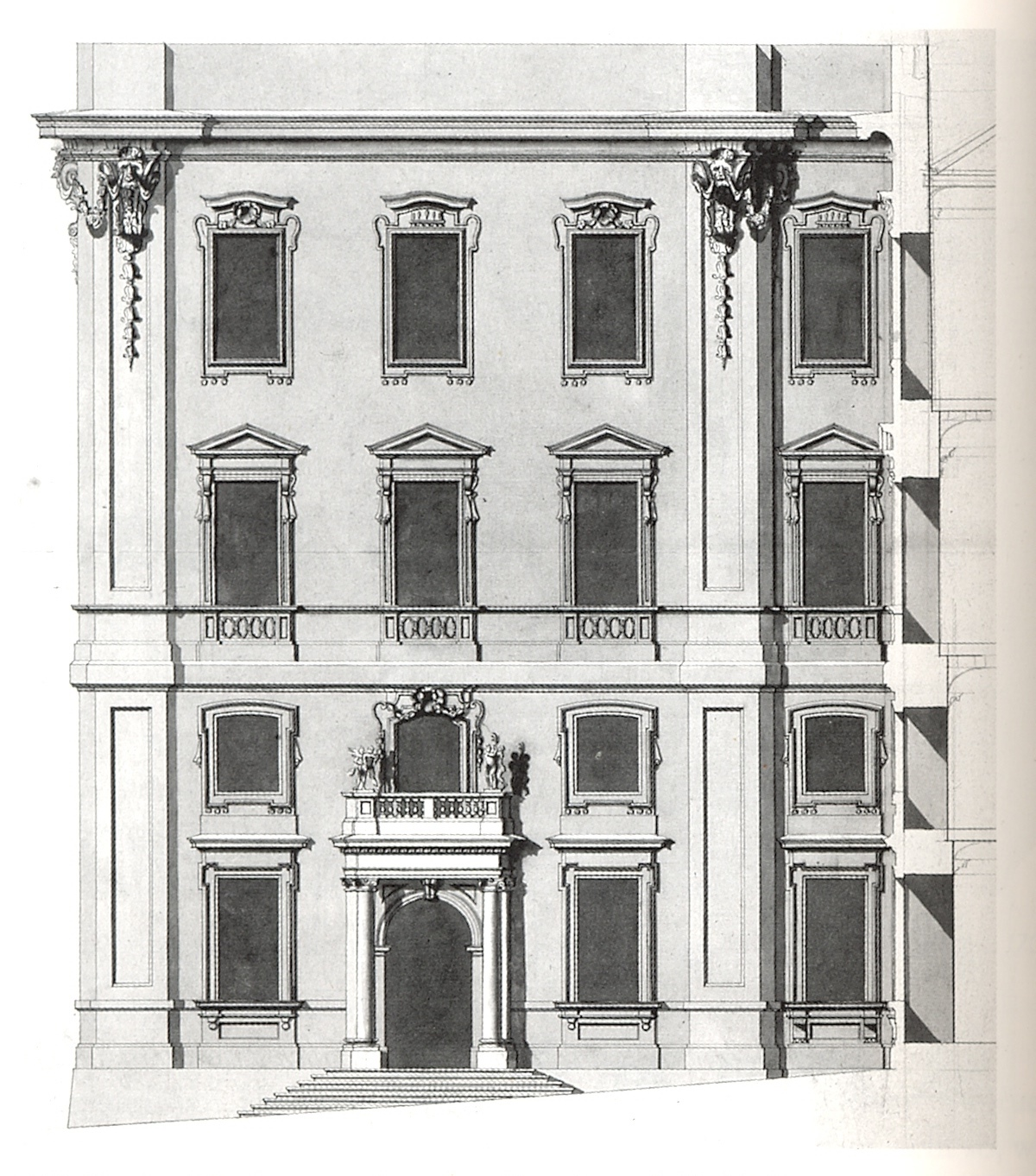
Восточное крыло и вход в замок в 1900 году.
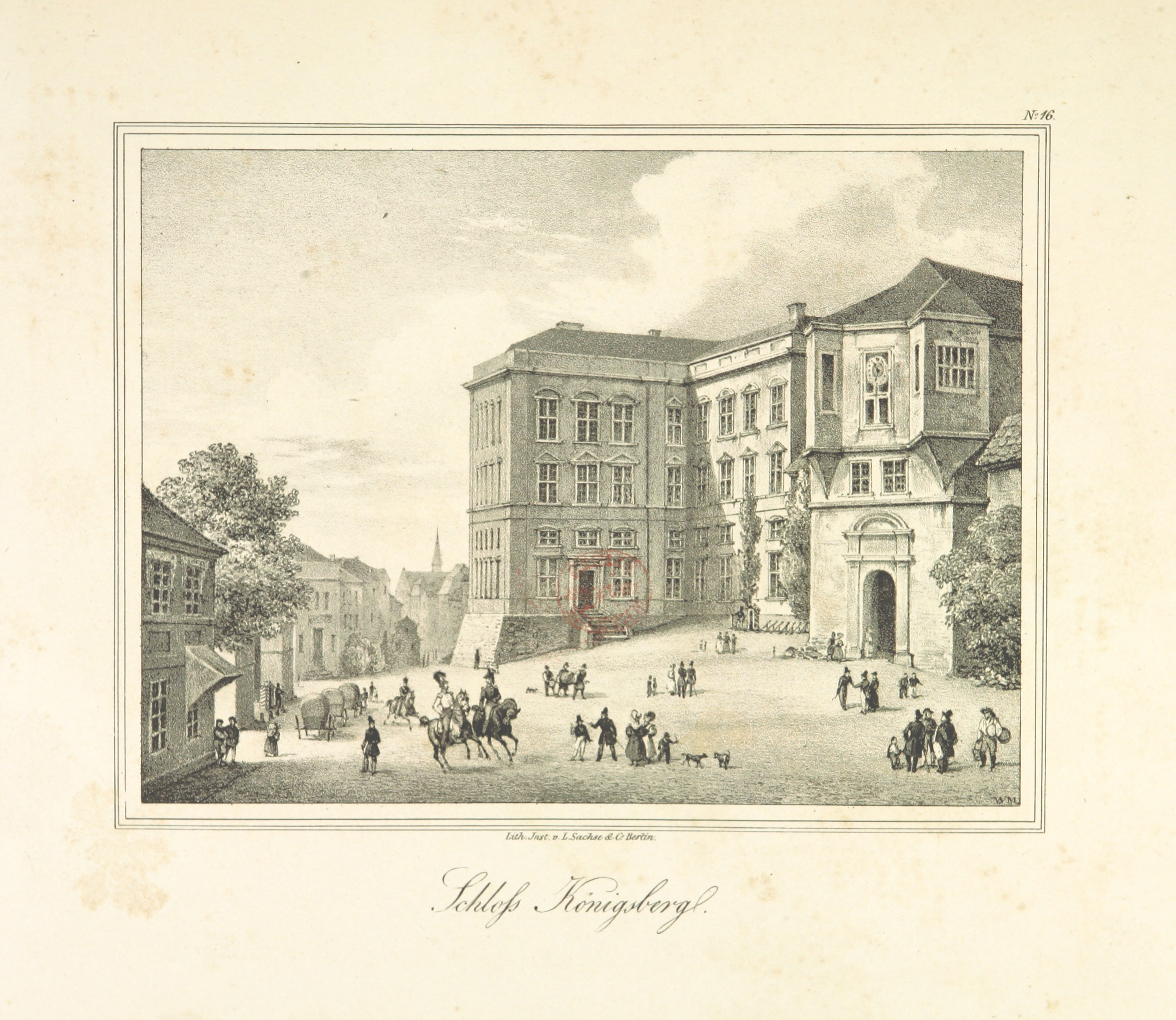
Восточное крыло и вход в замок в 1900 году.

## Конкурс проектов «Королевская гора и её окружение» (2014)

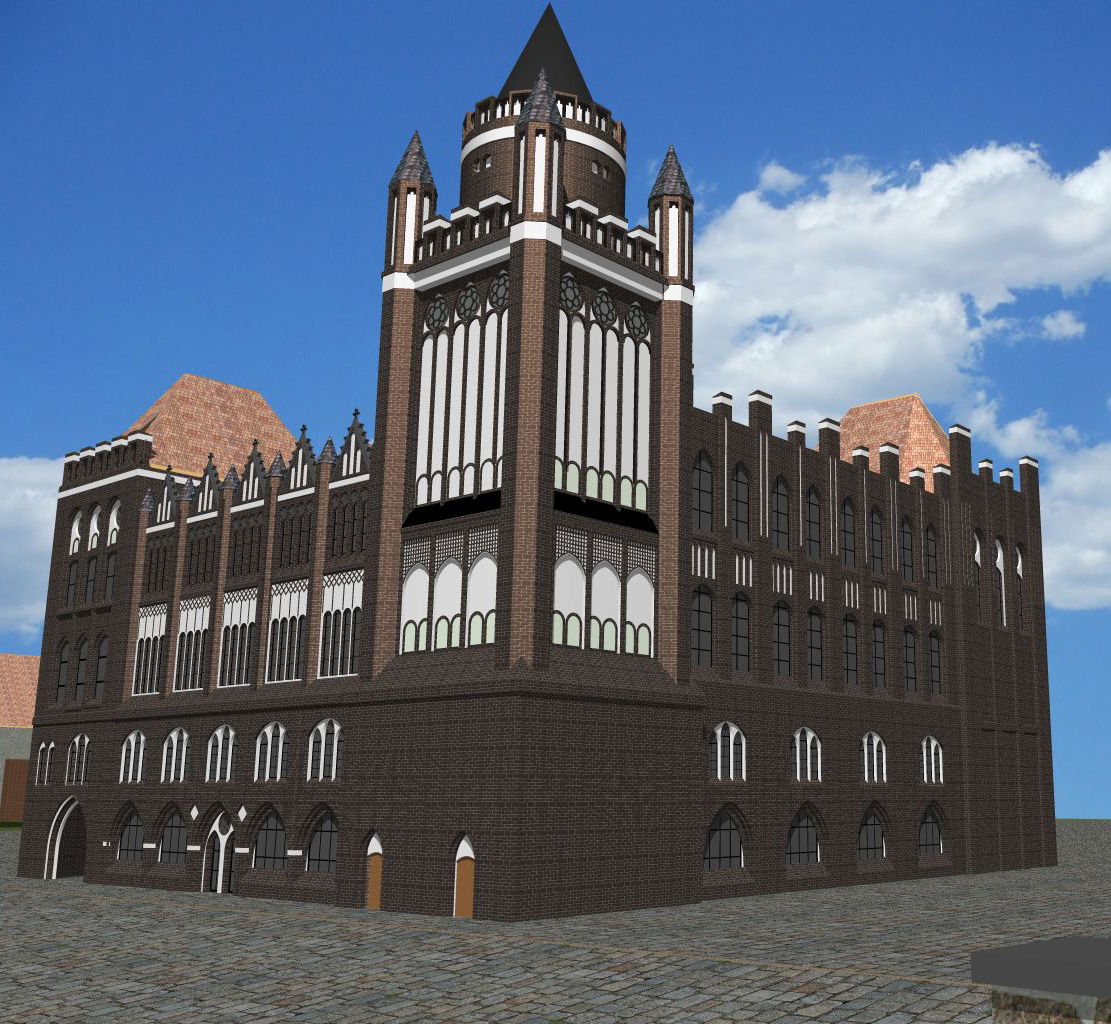
Главпочтамт, Центральный телеграф (Кенигсберг). В 1902 году неподалеку от старого здания почтамта, на площади Гезекус-платц (Gesekus Platz), строится новое здание телеграфа и почтамта, выполненное в неоготическом стиле.

22 января 2014 года на заседании Совета по культуре при губернаторе Калининградской области было принято решение начать 28 января 2014 года проведение Открытого международного конкурса на концепцию архитектурного развития исторического центра Калининграда «Королевская гора и её окружение». На участие в первом туре конкурса было получено 39 заявок из 15 стран мира. В мае 2014 года для участников конкурса была организована экскурсия по территории проектирования и двухдневный ознакомительный семинар, посвящённый уточнению технического задания конкурса.
В финал конкурса вышло 19 проектов, которые оценивались международным жюри, представленным известными архитекторами из России, Финляндии, Дании, Швеции и Германии, в том числе, Александром Ложкиным, Хансом Штимманом, Барбарой Энгель, Бартом Голдхоорном, Оловом Шульцем, Стефеном Вилласи и др. Первое место в конкурсе, итоги которого были подведены 18 сентября 2014 года в Калининграде, занял проект архитектурного бюро «Студия 44» под руководством российского архитектора Никиты Явейна в сотрудничестве с компанией «Институт территориального развития» из Санкт-Петербурга. Второе место заняли группа компаний «Девилье и Ассосье» (Франция) и студия «Off-the-grid» (Россия). Третье место разделили между собой архитектор Тревор Скемптон (Великобритания) и коллектив соавторов «Хоспер Свиден АБ» (Швеция). 
В 2015 году концепция архитектурного бюро «Студия 44» стала победителем конкурса в номинации «Мастер-планирование. Проекты будущего» на международном фестивале WAF в Сингапуре. В том же году представителями бюро «Студия 44», «Devillers et Associes» и «Off-The-Grid Studio» при участии экспертов градостроительного бюро «Сердце города» была совместно выработана консолидированная планировочная концепция развития территорий проекта, которая неоднократно обсуждалась с властями, архитекторами и горожанами. Материалы концепции будут учтены при разработке Проекта планировки территории в границах исторического центра, Правил землепользования и застройки, а также в Генеральном плане г. Калининграда на 2015—2035 годы.

## Конкурс проектов «Пост-замок» (2015)
В мае 2015 года был объявлен новый международный архитектурный конкурс «Пост-замок» на объёмно-планировочное решение Историко-культурного комплекса на месте бывшего замка Кёнигсберг. Целью было найти современный архитектурный образ исторического центра Калининграда с учётом историко-культурного потенциала места, а также разместить новые функции — многофункциональный концертный зал, археологический музей, музей истории Королевского замка и др. На участие в конкурсе поступило сто заявок, в финал было допущено 49 проектов. В профессиональную часть жюри конкурса вошли Ханс Штимманн (Германия), Барт Голдхоорн (Голландия), Лейф Блумквист (Швеция), Сергей Скуратов (Москва) и Юрий Аввакумов (Москва). Победителем стал молодой архитектор Антон Сагаль, проект которого было высоко оценен членами профессионального жюри конкурса:

Нигде сейчас в России подобного рода инноваций не происходит. В этом смысле Калининград — уникальный город, он пионер. Проект, который мы выбрали, отвечает на множество профессиональных вопросов. Он также является проектом объединения, примирения и соединения, потому что он объединяет чаяния, надежды и представления о том, какими должны быть центральные пространства города и вообще каким должен быть город <…> Сейчас время других проектов. Сейчас время договорённостей. Сейчас время скромной архитектуры."
— Сергей Скуратов

Он соединяет исторические корни, частично восстанавливая и вновь создавая саму площадь, и в то же время сохраняет символ советской архитектуры. Это проект, который даёт перспективу, взаимосвязь истории и современности — открытое будущее, что предполагает дальнейшее архитектурное развитие вашего города— Ханс Штимманн
Победивший проект предлагает восстановление в исторических формах, с использованием исторических материалов и новым функциональным наполнением Западного и Восточного флигелей бывшего замка Кёнигсберг, соединение их современными архитектурными сооружениями с формированием пяти новых общественных пространств.

## Текущая ситуация (январь 2017)

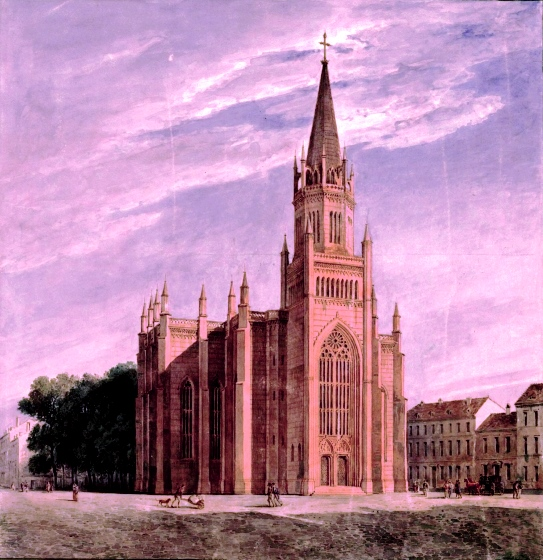
Альтштадтская кирха.

В 2016 году Бюро продолжило работу по тому, чтобы итоги прошедших конкурсов были учтены при разработке Проекта планировки территории в границах исторического центра, Правил землепользования и застройки, а также в Генеральном плане г. Калининграда на 2015-2035 гг. Информация о прочей деятельности по проекту «Сердце города» за 2016 год опубликована в блоге «1/7 Сердца города».
В конце июля 2016 года в Калининградской области по решению президента Российской Федерации были досрочно прекращены полномочия губернатора Николая Цуканова, который был назначен полпредом в Северо-Западном федеральном округе. Врио губернатора стал бывший руководитель областного Управления ФСБ Евгений Зиничев.
В начале октября 2016 года в калининградской прессе появилась информация о ликвидации бюро «Сердце города» и планах властей сделать проект составной частью объединённых в одну Корпораций развития области и туризма.
6 октября 2016 года стало известно, что исполняющего обязанности губернатора области Евгения Зиничева сменил на посту бывший врио председателя регионального правительства Антон Алиханов. Спустя месяц новый глава региона на встрече с журналистами заявил, что «реализация проекта застройки исторического центра „Сердце города“ зависит от мнения общественности и судьбы Дома Советов».
По мнению экспертов, до выборов губернатора Калининградской области в сентябре 2017 года дальнейшая судьба Королевской горы и проекта «Сердце города», скорее всего, не прояснится.

## «Сквозные проекты» на территории «Сердца города»
В 2013—2014 годах разработаны предварительные версии концепции создания музейно-ландшафтного комплекса «Философский парк» на острове Кнайпхоф в целях переосмысления ландшафта и ревитализации среды на данной территории в преддверии 300-летнего юбилея Иммануила Канта.
В рамках проекта по заказу Бюро разработана Концепция развития прибрежных территорий Преголи «Ватерфронт», которая неоднократно обсуждалась на совещаниях с профессиональным сообществом и в 2014 году была отмечена почетным дипломом на 50-м юбилейном Конгрессе международной организации городских и региональных планировщиков ISOCARP 2014 в Гдыне.
В рамках подготовки технической документации на воссоздание исторических Кузнечного, Потрохового и Железнодорожного мостов выполнен сбор, перевод с немецкого на русский язык и публикация на сайте проекта материалов из немецких архивов. По заказу градостроительного бюро «Сердце города» выполнены эскизные проекты (включая генплан и благоустройство) воссоздания Кузнечного и Потрохового мостов, а также реконструкции с использованием сохранившихся опор Прегельского (Железнодорожного) моста.

## Прочее
- 2013 — проект отмечен премией в номинации «Открытие года» в региональном конкурсе «ПРОФИ-Итоги года 2013»[38]
- 2014 — проект отмечен премией «Серебряный знак» в номинации «Идея развития. Стратегия — план — проект» в рамках смотр-конкурса «Новое градостроительство» на фестивале «Зодчество-2014»[39].
- 2015 — проект отмечен дипломом Союза архитекторов России в номинации «Комплексные проекты развития территории» в разделе «Заказчики» на фестивале «Зодчество-2015»[40].
- 2016 — проект отмечен серебряным дипломом в специальной номинации «АРХ-КУЛЬТ» в рамках Российского Независимого национального архитектурного рейтинга «Золотая капитель»[41].

## Фотогалерея

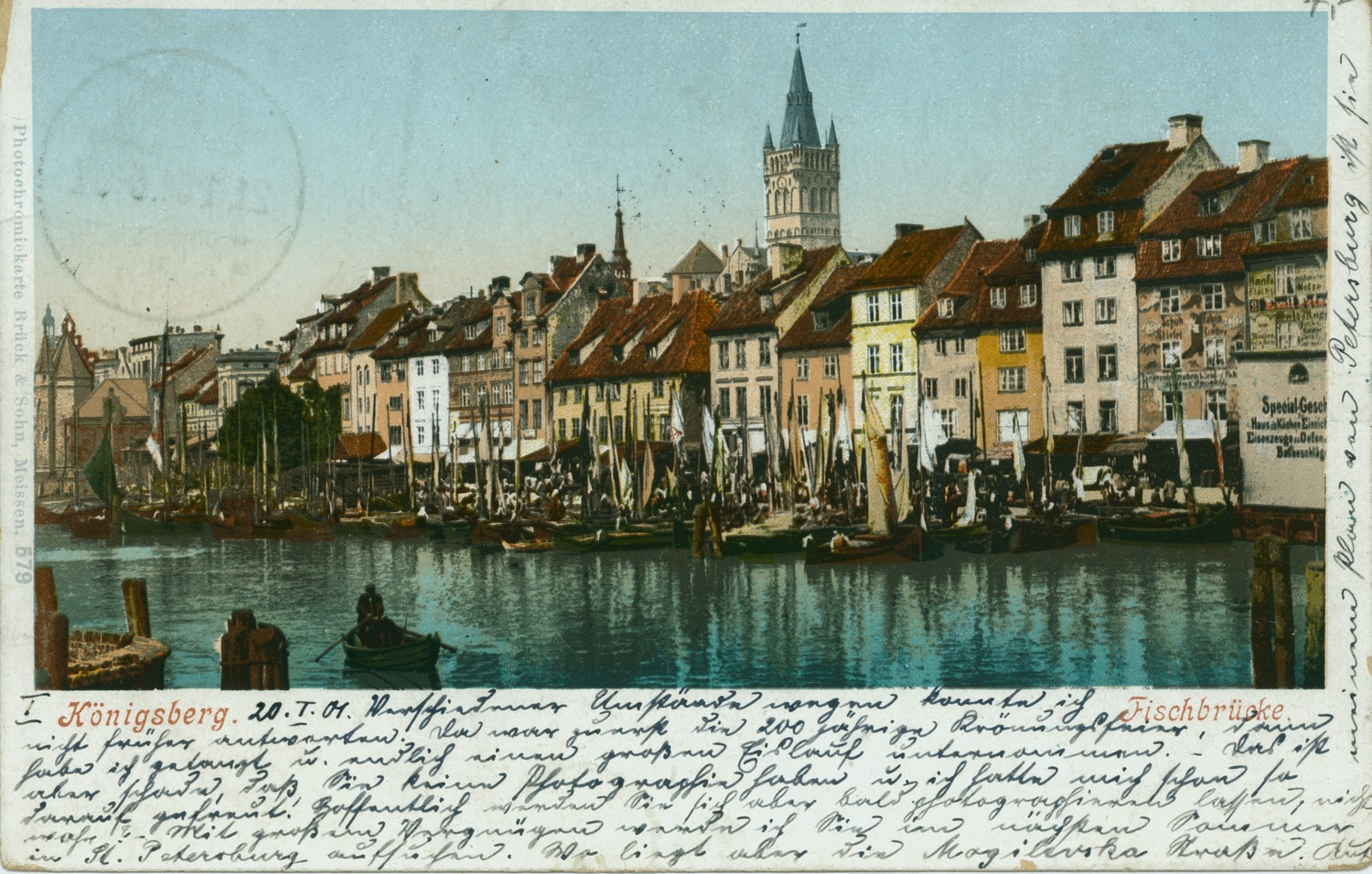
Преголя, Замковая башня (1898).
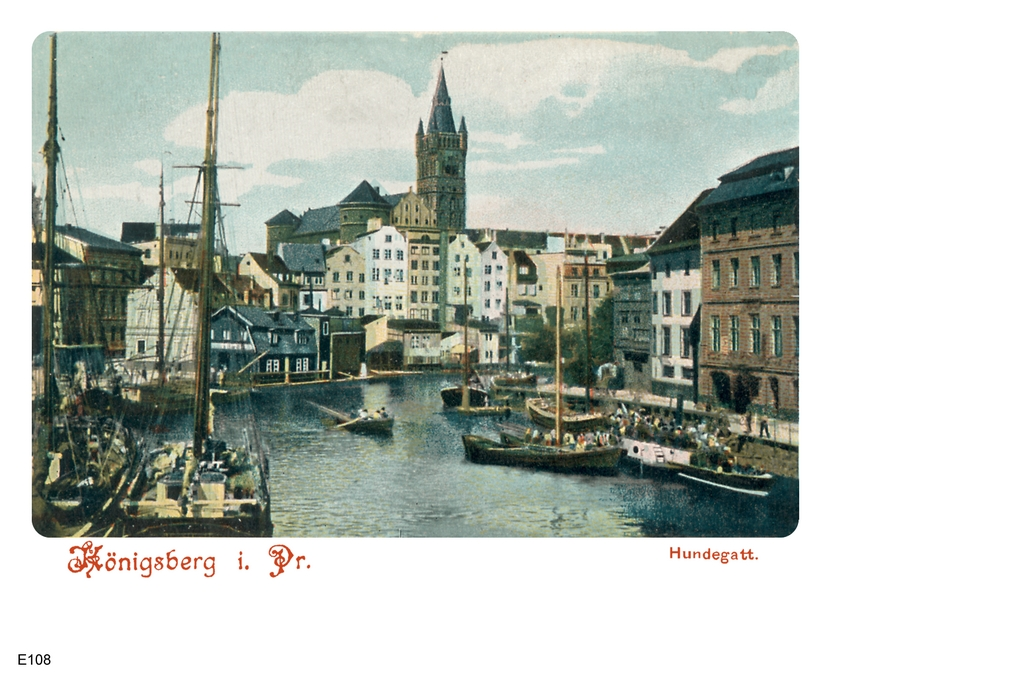
Преголя, Замковая башня